# 1957 في اليابان
فيما يلي قوائم الأحداث التي وقعت خلال عام 1957 في اليابان.

## سياسة

### تعيين في المنصب
- 31 يناير – نوبوسوكه كيشي رئيس وزراء اليابان.

## أفلام
من الأفلام التي صدرت هذه السنة في اليابان:
- 3 نوفمبر – غودزيلا من إخراج إيتشيرو هوندا.

## برامج ومسلسلات وأنمي
- رعد العملاق

## مواليد

### مارس
- 8 مارس – ميتسكو هوريه[1]
- 23 مارس – أكيرا اسادا[2]

### أبريل
- 4 أبريل – تاكاهيرو كيمورا لاعب كرة قدم ياباني.
- 4 أبريل – كيسوكي إتاجاكي مانغاكا ياباني.
- 14 أبريل – ماسارو يوشياما لاعب كرة قدم ياباني.
- 14 أبريل – هاروهيسا هاسيغاوا لاعب كرة قدم ياباني.
- 23 أبريل – كينجي كاواي

### مايو
- 1 مايو – كو أوتاني ملحن ياباني.
- 13 مايو – كوجي سوزوكي كاتب ومؤلف ياباني.[3]
- 20 مايو – يوشيهيكو نودا سياسي ياباني.[4]

### يونيو
- 1 يونيو – ياماشتا ياسوهيرو لاعب جودو ياباني.

### يوليو
- 19 يوليو – توموكي هاسيغاوا ملحن ياباني.[5]
- 29 يوليو – فوميو كيشيدا سياسي ياباني.[6]
- 30 يوليو – كينيو هوريوتشي مؤدّي صوت ياباني.

### أغسطس
- 1 أغسطس – يوشيو كاتو لاعب كرة قدم ياباني.[7]
- 5 أغسطس – شيجيرو بان مهندس معماري ياباني.[8]
- 22 أغسطس – هوزمي غودا[9]
- 26 أغسطس – كييتشي نانبا
- 27 أغسطس – كوجي كوباياشي ملاكم ياباني.
- 29 أغسطس – شيرو ساغيسو

### أكتوبر
- 9 أكتوبر – يوكاري نوزاوا
- 10 أكتوبر – روميكو تاكاهاشي[10]
- 14 أكتوبر – إيكو تاكاهارا لاعب كرة قدم ياباني.
- 27 أكتوبر – شينيتشيرو تاكاهاشي لاعب كرة قدم ياباني.[11]

### نوفمبر
- 4 نوفمبر – يوشينوري إشيغامي لاعب كرة قدم ياباني.
- 21 نوفمبر – كوزو تاشيما لاعب كرة قدم ياباني.
- 28 نوفمبر – ياسوتارو ماتسوكي لاعب كرة قدم ياباني.[12]
- 29 نوفمبر – تيتسو سوجاماتا لاعب كرة قدم ياباني.

### ديسمبر
- 1 ديسمبر – كازوهيتو موتشيزوكي لاعب كرة قدم ياباني.
- 7 ديسمبر – هيروشي موري كاتب ياباني.[13]
- 8 ديسمبر – تاكاهيرو تاغوشي لاعب كرة قدم ياباني.
- 11 ديسمبر – توشيوكي أوموري ملحن ياباني.
- 15 ديسمبر – تشو
- 15 ديسمبر – هيروكازو تاناكا ملحن ياباني.
- 19 ديسمبر – جوروتا كوسوغي
- 28 ديسمبر – يوج تسوكودا لاعب كرة قدم ياباني.

## وفيات

### يناير
- 18 يناير – توميتارو ماكينو (مواليد 1862) عالم نبات ياباني.
- 26 يناير – مامورو شيجميتسو (مواليد 1887)[14]

### أبريل
- 26 أبريل – غيشن فوناكوشي (مواليد 1868) لاعب كاراتيه ياباني.[15]

### ديسمبر
- 24 ديسمبر – شومي أوكاوا (مواليد 1886)[16]